# E-mail spoofing
E-mail spoofing (ang. spoof – naciąganie, szachrajstwo) – wysyłanie maili, których dane nagłówkowe (głównie dotyczące nazwy i adresu e-mail nadawcy) zostały zmodyfikowane, aby wyglądały na pochodzące z innego źródła. E-mail spoofing jest najczęściej wykorzystywany do rozsyłania spamu oraz przy próbach wyłudzenia poufnych danych (np. danych dostępowych do kont bankowości elektronicznej – phishing).